# 67 Ophiuchi
67 Ophiuchi (HD 164353 / HR 6714 / HIP 88192) es una estrella de magnitud aparente +3,97 situada en la constelación de Ofiuco. Formaba parte de la constelación de Taurus Poniatovii, hoy desaparecida, en donde era la estrella más brillante. Se encuentra a una distancia aproximada de 1420 años luz del sistema solar.
67 Ophiuchi es una supergigante azul de tipo espectral B5Ib con una temperatura superficial de 13.180 K. Considerando la absorción debida al polvo interestelar y la radiación emitida como luz ultravioleta, 67 Ophiuchi brilla con una luminosidad 12,100 veces mayor que la luminosidad solar. Con un diámetro 21 veces más grande que el del Sol, tiene una masa unas 9 veces mayor que la masa solar. Este último valor la sitúa en el límite entre las estrellas que finalizan su vida como una enana blanca masiva y las que explotan en forma de supernova. Con una edad de 26 millones de años, actualmente se encuentra en un estado de transición evolucionando hacia una supergigante roja de tamaño mucho mayor. Es una estrella ligeramente variable —su brillo varía un 0,5%— con un corto período de 2,3 días.
Hasta cuatro estrellas distintas —denominadas B, C, D y E— aparecen en la bibliografía como posibles acompañantes de 67 Ophiuchi. No obstante, parece que ninguna de ellas es una compañera real. Por otra parte, 67 Ophiuchi forma parte del cúmulo abierto Collinder 359, cuya edad estimada —60 millones de años— no es consistente con la edad de la estrella; es posible que Collinder 359 sea, más que un cúmulo, una asociación estelar, caracterizada por una unión gravitacional entre estrellas más débil.